# Louis Thompson
Louis Thompson, né le 19 décembre 1994, est un footballeur professionnel qui joue comme milieu de terrain défensif pour le Stevenage FC. Il est un ancien international gallois espoirs.
Son frère Nathan est un footballeur professionnel qui joue pour Peterborough United.

## Biographie

### En club

#### Swindon Town
Thompson a commencé sa carrière à Swindon Town où il a suivi son frère aîné Nathan à travers le système de jeunesse du club de football du Wiltshire sous la direction de l'ancien footballeur international du Pays de Galles et entraîneur de Swindon, Paul Bodin. Au cours de la saison 2011-2012, le manager de Swindon Town, Paolo Di Canio, a recruté Thompson dans l'équipe senior en le nommant sur le banc des remplaçants pour les victoires de la FA Cup contre Huddersfield Town, Colchester United et Wigan Athletic. Il était également sur le banc pour le match nul lors de l'EFL Trophy à Barnet et les victoires de la League Two contre l'AFC Wimbledon et Rotherham United. Cependant, Thompson n'a jamais joué  l'un de ces matches.
Thompson a fait ses débuts en équipe pour Swindon le 28 janvier 2012 en tant que remplaçant à la 81e minute du milieu de terrain de Town Simon Ferry lors de la défaite 2-0 à l'extérieur contre Leicester City lors du quatrième tour de la FA Cup. Après avoir fait ses débuts, Thompson a exprimé sa gratitude à Di Canio pour lui avoir donné sa première opportunité dans le football professionnel en déclarant au journal local de Swindon, The Evening Advertiser, que c'était "un sentiment incroyable de faire mes débuts à un si jeune âge. Je suis tellement reconnaissant au patron de m'avoir donné ma chance".

#### Norwich City
Le 1er septembre 2014, il a rejoint Norwich City et a été prêté à Swindon pour le reste de la saison 2014-15. En janvier 2017, Thompson a été exclu pour le reste de la saison 2016-17 après avoir subi une blessure au tendon d'achille. Thompson a subi un nouveau revers, une deuxième blessure au tendon d'achille, en juillet 2017 et a raté la saison 2017-18. Il a fait six apparitions en championnat alors que Norwich a été promu en Premier League en tant que vainqueur du championnat EFL 2018-19.
Le 16 août 2019, Thompson a rejoint l'équipe de League One de Shrewsbury Town avec un prêt d'une saison. Il a fait ses débuts pour le club le 20 août, remplaçant à la 59e minute lors d'une victoire 2–3 à l'extérieur à Accrington Stanley. Il a marqué son premier but pour Shrewsbury lorsqu'il a marqué lors d'un match nul d'EFL trophy contre Macclesfield Town le 13 novembre 2019. Thompson est retourné à Norwich après sa période de prêt le 2 janvier 2020.
Le 16 janvier 2020, Milton Keynes Dons a annoncé avoir conclu un accord de prêt jusqu'à la fin de la saison 2019-2020. Le 18 août 2020, Thompson est revenu en prêt pour la durée de la saison 2020-21,.
Thompson a quitté Norwich le 25 juillet 2021 après l'annulation de son contrat par consentement mutuel.

#### Portsmouth et après
Le 10 août 2021, Thompson a signé un contrat d'un an à Portsmouth. Il a fait ses débuts le 7 septembre 2021, entamant une défaite 5-3 contre l'AFC Wimbledon lors de l'EFL trophy. Il a marqué son premier but pour le club le 22 février lors d'une victoire 2-1 contre Shrewsbury.
Le 19 juin 2023, il rejoint Stevenage FC.

### En sélection
En 2012, Thompson a été appelé dans l'équipe des moins de 19 ans du Pays de Galles pour les matchs de qualification du championnat d'Europe.
Thompson a été appelé dans l'équipe des moins de 21 ans du Pays de Galles contre la Moldavie le 22 mars 2013.

### Palmarès
- Norwich City
  - Vainqueur de l'EFL Championship en 2019